# Креофіл
Креофіл Самоський (грец. Κρεόφυλος) — давньогрецький кіклічний поет та співець, якого ставлять у близький зв'язок із поемами Гомера.
Деякі дослідники стверджують, що Креофіл був або зятем, або близьким товаришем Гомера, а відтак отримав у спадок гомерівські вірші. За переказами, Лікург Спартанський отримав гомерівські пісні від нащадків Креофіла.
Місцеперебуванням його одні вчені називають Самос, інші — острів Хіос чи навіть кікладський острів Іос — місця, в яких процвітала гомерівська поезія. Йому приписується епос «Взяття Ехалії» (грец. Οἰχαλίας ά̔λωσις), від якого до нашого часу дійшли тільки кілька уривків. Проте достеменно відомо, що в поемі «Взяття Ехалії» розроблявся сюжет, використаний згодом Софоклом в трагедії «Трахинянки».